# East Barsham
East Barsham är en ort i Barsham, North Norfolk, Storbritannien. Den ligger i grevskapet Norfolk och riksdelen England, i den sydöstra delen av landet, 160 km norr om huvudstaden London. East Barsham ligger 29 meter över havet och antalet invånare är 253. East Barsham var en civil parish fram till 1935 när blev den en del av Barsham. Civil parish hade 144 invånare år 1931.
Terrängen runt East Barsham är huvudsakligen platt. East Barsham ligger nere i en dal. Runt East Barsham är det ganska tätbefolkat, med 104 invånare per kvadratkilometer. Närmaste större samhälle är Fakenham, 4,3 km söder om East Barsham. Trakten runt East Barsham består till största delen av jordbruksmark.